# Schattenbergschanze

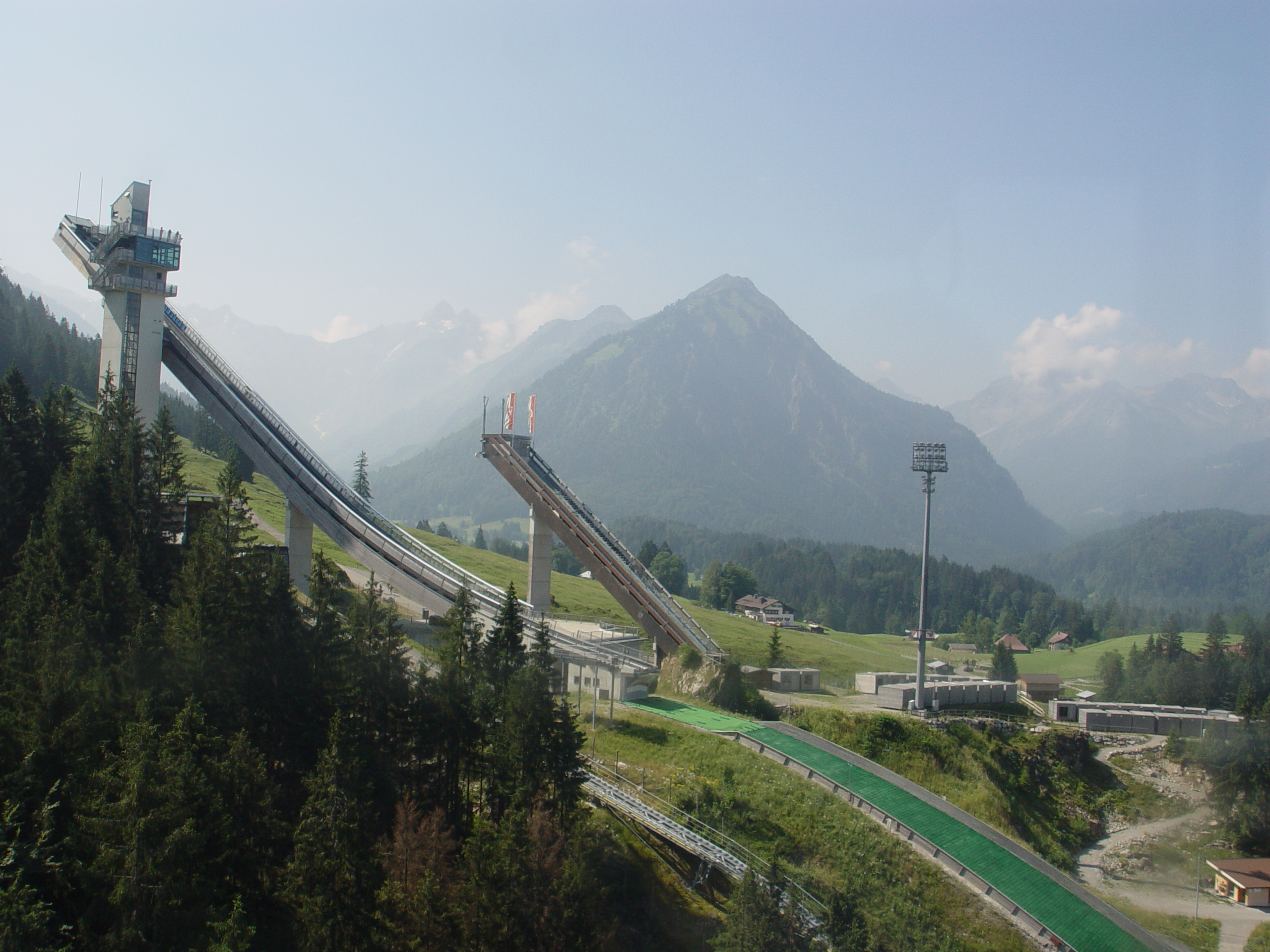
Můstek Schattenbergschanze, v popředí velký, v pozadí střední

Schattenbergschanze je můstek pro skoky na lyžích nacházející se v německém Oberstdorfu. Jedná se vlastně o celý skokanský areál, který se skládá z velkého můstku (HS137), středního můstku (HS100), tří malých izolovaných můstků a jedné divácké tribuny (Erdinger arena) s kapacitou 24 000 míst. Nejznámější je však velký můstek, protože na něm každoročně již od roku 1953 začíná slavné Turné čtyř můstků. V letech 1987 a 2005 se zde konalo mistrovství světa v klasickém lyžování.

## Technická data

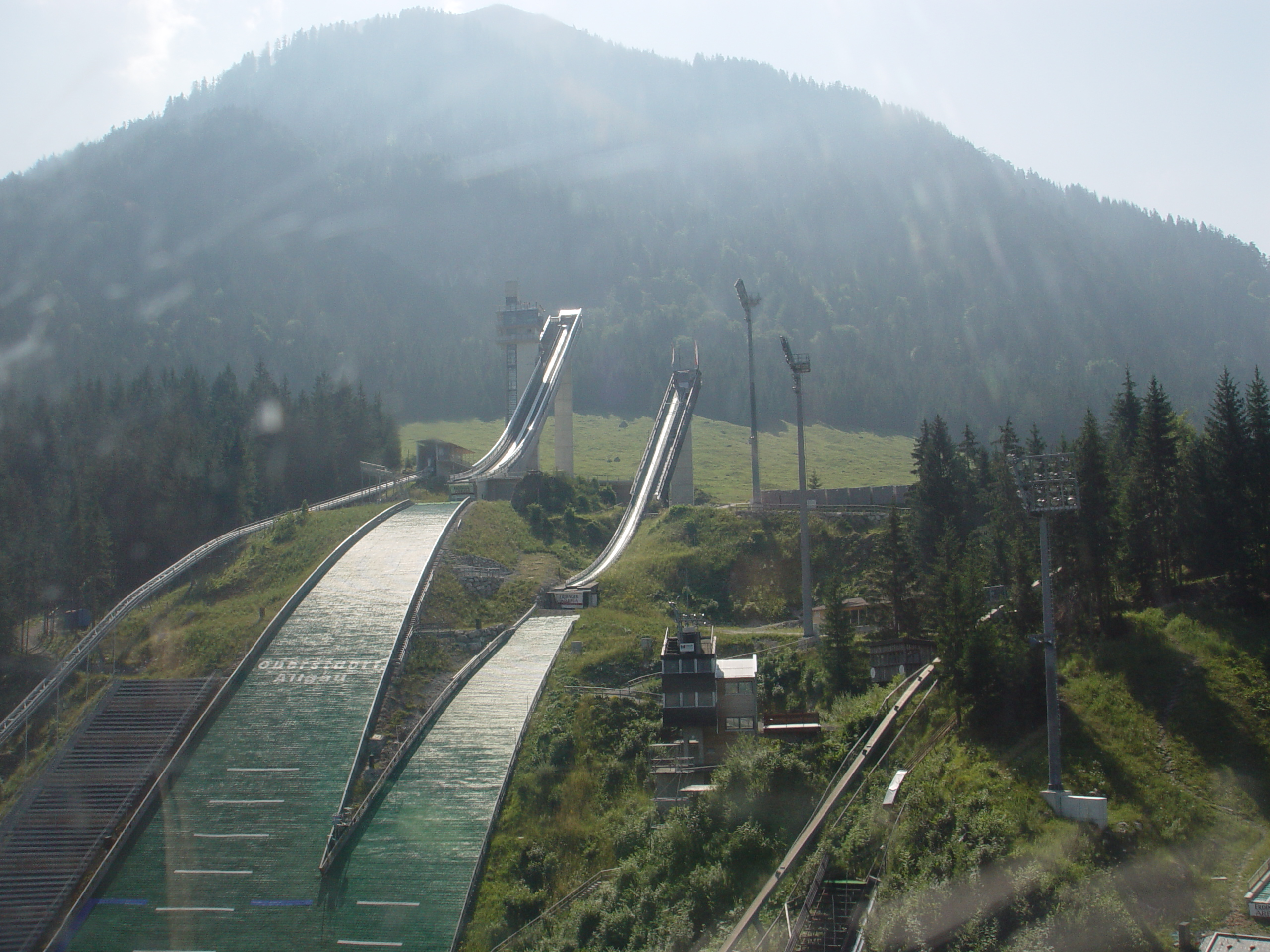
Velký a střední můstek

### Velký můstek
- Konstrukční bod: 120 m
- Velikost můstku: 137 m
- Rekord můstku: 143,5 m,  Sigurd Pettersen (2003)
- Celková výška: 140 m
- Výška věže: 44 m
- Délka nájezdu: 108 m
- Výška odrazu: 3,38 m
- Materiál: Vyztužený beton
- Optimální nájezdová rychlost: 91,4 km/h
- Maximální nájezdová rychlost: 98 km/h

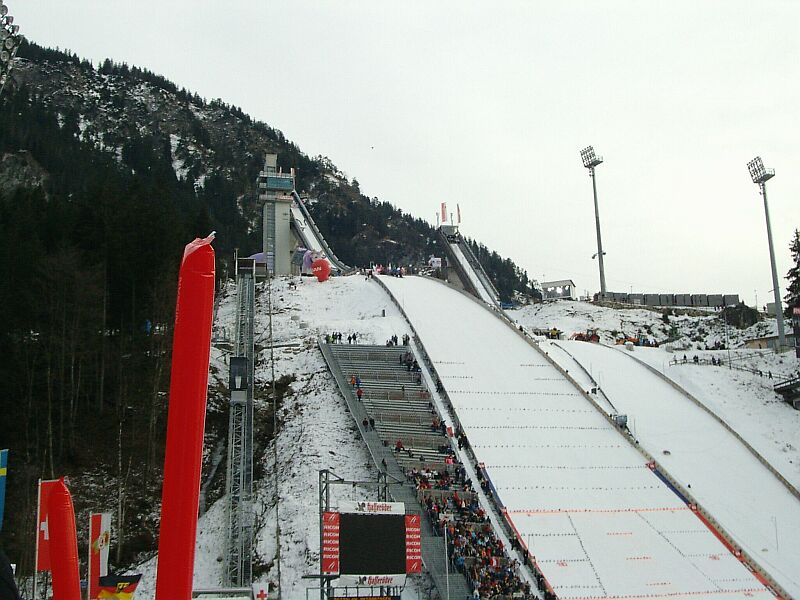
Můstek Schattenbergschanze při zahájení turné čtyř můstků v roce 2006

### Střední můstek
- Konstrukční bod: 90 m
- Velikost můstku: 100 m
- Rekord můstku: 101,5 m,  Frank Löffler (2001)
- Celková výška: 100 m
- Výška věže: 44 m
- Délka nájezdu: 74,5 m
- Výška odrazu: 2,79 m
- Materiál: Vyztužený beton
- Optimální nájezdová rychlost: 84,6 km/h